# Deca (prefix)
Deca (symbool: da) is het SI-voorvoegsel dat gebruikt wordt om een factor 101, oftewel 10, aan te duiden.
Het wordt gebruikt sinds 1795; de naam is afgeleid van het Griekse δέκα voor tien.
NB: De voorvoegsels centi, deci, deca en hecto zijn onderdeel van het SI (Système international d'unités) hoewel het geen gehele machten van duizend (103n) zijn.